# Adhésion interthalamique

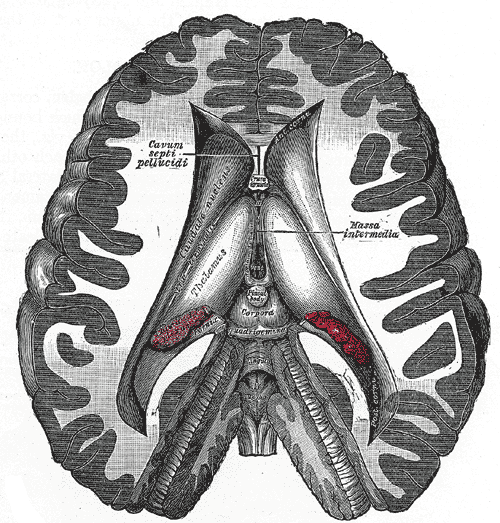
Dissection montrant les ventricules du cerveau. (l'adhésion interthalamique est légendée Massa Intermedia au centre à droite)

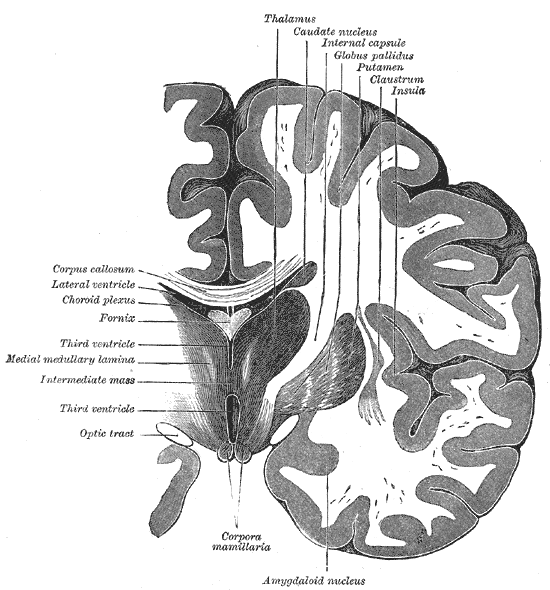
Section coronale du cerveau à travers la masse intermédiaire (Intermediate mass) du troisième ventricule.

L'adhésion interthalamique, appelée également la commissure grise ou encore la masse intermédiaire (en latin: adhaesio interthalamica), est une bande de tissu aplati qui connecte les deux parties du thalamus dans leurs faces médiales. Ce sont les faces médiales qui forment la partie supérieure de la paroi latérale du troisième ventricule.

## Structure et variations
Chez l'être humain, elle mesure seulement environ un centimètre de longueur, même si chez les femmes elle est environ 50 % plus large en moyenne. Parfois, elles est constituée de deux parties et dans 20 % des cas elle est absente. Cette adhésion interthalamique est généralement plus large chez les autres mammifères.
En 1889, un anatomiste portugais nommé Macedo a examiné 215 cerveaux, montrant que chez l'être humain, les mâles sont environ deux fois plus susceptibles de manquer d'adhérence interthalamique que les femelles. Il a également signalé son absence, encore signalée aujourd'hui chez environ 20% des personnes. Son absence est considérée comme sans conséquence.
L'adhésion interthalamique contient des cellules nerveuses (neurones) et des fibres nerveux (axones), seulement quelques-uns de ces derniers peuvent traverser la ligne médiane, mais la plupart d'eux passe vers la ligne médiane et puis ils courbent latéralement du même côté. On ne sait toujours pas si l'adhérence interthalamique contient des fibres qui traversent la ligne médiane, et c'est pour cette raison qu'il est inapproprié de l'appeler une commissure.
L'adhérence interthalamique est notamment élargie chez les patients présentant la malformation d'Arnold-Chiari type II.

## Galerie

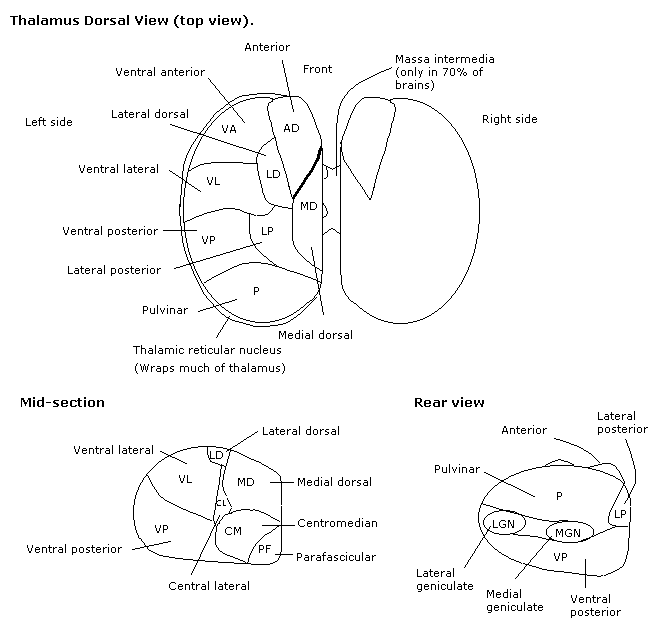
Thalamus
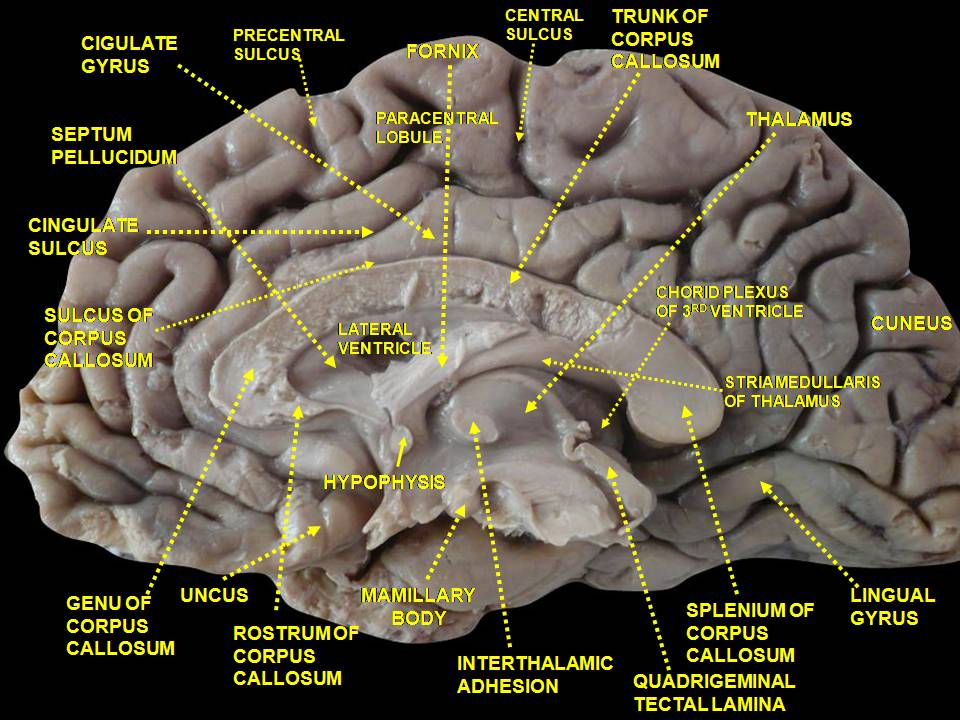
Vue médiale d'une dissection profonde montrant la face médiale de l'hémisphère cérébral.